# Tiroteo en Coeur d'Alene de 2025
El tiroteo en Coeur d'Alene de 2025 fue un tiroteo masivo ocurrido el día 29 de junio de 2025 en Idaho, Estados Unidos. Ese día, un incendio intencional en la Montaña Canfield cerca de Coeur d'Alene, fue utilizado para emboscar a los socorristas, dejando dos bomberos muertos, un tercero gravemente herido y el pistolero de 20 años muerto después de una persecución de cinco horas. Más de 300 oficiales locales, estatales y federales convergieron en la montaña; Los investigadores dicen que Wess Roley disparó balas de escopeta calibre 12 a los primeros equipos que llegaron antes de dispararse fatalmente.
El incendio provocado deliberadamente en Nettleton Gulch se extendió a aproximadamente 26 acres (11 ha) de bosque escarpado, y al 30 de junio de 2025, el Departamento de Tierras de Idaho reportó líneas de mano alrededor de aproximadamente dos tercios del flanco oeste, sin que aún se haya publicado un porcentaje formal de contención. Las autoridades no han establecido un motivo, calificando el ataque de "emboscada total" contra los socorristas; el incidente ha renovado la atención nacional sobre el creciente número de ataques selectivos contra bomberos y paramédicos estadounidenses.

## Antecedentes
La Montaña Canfield es una cresta boscosa de 3900 pies (1200 m) que bordea el cinturón verde de la ciudad y es popular entre excursionistas y ciclistas de montaña. El norte de Idaho entró en la temporada de incendios de 2025 con cargas de combustible superiores a la media después de una primavera inusualmente seca, lo que provocó un aumento de las alertas de incendios forestales por parte del Departamento de Tierras de Idaho (IDL)

## Ataque
Los bomberos fueron enviados a realizar un reconocimiento después de que las autoridades recibieran una llamada telefónica sobre un incendio en Canfield Mountain, en las afueras orientales de Coeur d’Alene, cerca de la 1:21 p. m., dijo Norris. Unos 40 minutos después, los bomberos dijeron que les estaban disparando.
Mientras se desarrollaba el tiroteo, los bomberos suplicaron ayuda después de que dos de ellos recibieran disparos, según una transmisión publicada en Broadcastify, Un bombero informó de que estaban escondidos detrás de una unidad de extinción de incendios. Se oyó decir a uno de ellos que creía que el incendio había sido provocado intencionadamente.
Las declaraciones de testigos, publicadas en una sesión informativa el 30 de junio, indican que Roley habló brevemente con los bomberos que llegaron primero, quienes le habían pedido que moviera su vehículo. Los investigadores creen que Roley usó un encendedor de pedernal para encender la maleza y "atrajo deliberadamente" a los bomberos a una zona de muerte en la ladera occidental de la montaña. 
Los investigadores creen que Roley utilizó sus habilidades de arborista para trepar, encaramándose en un árbol para obtener una línea de fuego elevada antes de disparar balas.
A las 15:16, los detectives rastrearon una señal del teléfono móvil de Roley en la cima de la montaña, lo que permitió a las unidades SWAT y a los recursos aéreos reforzar el perímetro de búsqueda. Entre las 16:05 y las 16:30, las autoridades del condado emitieron una orden de confinamiento para los vecindarios al este del centro de Coeur d'Alene, advirtiendo a los residentes que permanecieran en sus casas mientras el pistolero estuviera prófugo.
El tráfico registrado por la policía durante la tarde sugirió que los agentes habían localizado un vehículo presuntamente relacionado con el ataque.
A las 19:40, los agentes del SWAT encontraron a Roley muerto, aparentemente por una herida de bala autoinfligida, en un denso bosque cerca del cortafuegos; se recuperó un arma de fuego junto al cuerpo. El sheriff Norris declaró que las pruebas indicaban que Roley había provocado el incendio específicamente para emboscar a los servicios de emergencia y que había actuado solo.
Con la escena del crimen asegurada, los equipos del Departamento de Tierras de Idaho llegaron entre las 19:30 y las 22:00 y comenzaron a cortar una línea de mano alrededor de lo que ahora era un incendio de entre 6,1 y 8,1 hectáreas (15 y 20 acres). Durante la noche, el incendio se extendió hasta cubrir unas 11 hectáreas (26 acres) de terreno empinado y arbolado, dejando una neblina de humo visible sobre Coeur d'Alene a la mañana siguiente.

## Víctimas
Dos bomberos murieron y otro resultó herido durante el tiroteo.
Los fallecidos fueron identificados como el Jefe de Batallón Frank Harwood, de 42 años, del Departamento de Bomberos y Rescate del Condado de Kootenai, y el Jefe de Batallón John Morrison, de 52 años, del Departamento de Bomberos de Coeur d'Alene. Harwood era un veterano del servicio de bomberos con 17 años de experiencia y también sirvió en la Guardia Nacional del Ejército, mientras que Morrison tenía más de 28 años de experiencia en el servicio de bomberos.
El bombero herido, el Ingeniero David Tysdal, de 47 años, fue sometido a dos cirugías y se encontraba en condición estable, pero bajo custodia, la noche del 30 de junio de 2025.
Tanto Harwood como Morrison fueron declarados muertos en el lugar de los hechos.

## Autor
Un día después del tiroteo, las autoridades identificaron al pistolero como Wess Val Roley, de 20 años (1 de mayo de 2005 - 29 de junio de 2025), originario de California y residente recientemente en Idaho. El sheriff Robert Norris declaró que Roley parecía haberse disparado con una escopeta hallada junto a su cuerpo.
Según Norris, Roley había tenido cinco contactos menores previos con las fuerzas del orden, principalmente llamadas por allanamiento y comprobaciones de bienestar, y no tenía antecedentes penales. Los investigadores no han encontrado escritos ni indicios de motivación ideológica.
Los registros públicos muestran que Roley vivió anteriormente en California y Arizona antes de mudarse a Coeur d'Alene en 2023. Su abuelo, Dale Roley, dijo a los periodistas que la familia son arboristas desde hace mucho tiempo y que Wess "quería ser bombero... trabajando en el bosque". Dale Roley agregó que su nieto tenía una escopeta y un rifle calibre .22, y los investigadores han confirmado que se utilizó una escopeta en el ataque, pero no han descartado armas de fuego adicionales.

## Enlace
- Esta obra contiene una traducción  derivada de «2025 Coeur d'Alene shooting» de Wikipedia en inglés, publicada por sus editores bajo la Licencia de documentación libre de GNU y la Licencia Creative Commons Atribución-CompartirIgual 4.0 Internacional.